# Центральный (кинотеатр, Минск)
«Центральный» (бел. Кінатэатр «Цэнтральны») — широкоформатный кинотеатр в Минске, расположенный по адресу проспект Независимости дом 13, недалеко от станций метро «Октябрьская» и «Площадь Ленина». Открыт 10 февраля 1954 года. Входит в структуру УП «Киновидеопрокат Мингорисполкома». Дом, в котором расположен кинотеатр, включён в Государственный список историко-культурных ценностей Республики Беларусь.

## История
Кинотеатр открыли 10 февраля 1954 года в доме 13 на проспекте Сталина по проекту архитекторов Геннадия Баданова и Михаила Осмоловского.
Имел один зал на 502 места, однако, после реконструкции 2001—2003 годов вместимость зала уменьшили до 250 мест.
С 2010 года кинотеатр стал цифровым, в ходе обновления зал на 166 мест (в том числе vip-зона - 12 двухместных диванов).
В 2012 году первый среди кинотеатров открыл продажу билетов онлайн через Интернет.

## Описание
После закрытия кинотеатра «Смена» кинотеатр «Центральный» стал единственным в городе, встроенным в жилой дом. На первом этаже расположены фойе и буфет, на втором — зрительный зал на 166 мест, включая VIP-зону из 12 диванов.
Один из немногих кинотеатров города, запрещающий проносить еду в зал (с 2011 года).
В кинотеатре демонстрируется проект TheatreHD — спектакли лучших театров мира.